# Emran Soglo
Emran Soglo (Créteil, 11 luglio 2005) è un calciatore inglese, centrocampista dello Sturm Graz.

## Biografia
Nato in Francia ma cresciuto in Inghilterra, ha origini beninesi.

## Carriera

### Club
Soglo è entrato a far parte del settore giovanile del Chelsea nel 2010 dopo un passato con Sucy, RC Joinville e Lusitanos Saint-Maur. Nel 2021 è rimasto svincolato e dopo un periodo di prova con il West Ham Utd (dove ha giocato due incontri in Under-18), è stato tesserato dall'Olympique Marsiglia nel febbraio 2022.
Il 13 luglio 2022 ha firmato il suo primo contratto professionistico ed un anno dopo, il 18 agosto 2023, ha debuttato in prima squadra nell'incontro di Ligue 1 pareggiato 2-2 contro il Metz dove ha segnato la prima rete della partita dopo soli 14 minuti.
Il 31 gennaio 2025 viene acquistato a titolo definitivo dallo Sturm Graz, con cui sottoscrive un accordo valido fino al 30 giugno 2028.

### Nazionale
Ha giocato nella nazionale inglese Under-20.

## Statistiche

### Presenze e reti nei club
Statistiche aggiornate al 31 gennaio 2025.
| Stagione                     | Squadra                      | Campionato                   | Campionato | Campionato | Coppe nazionali | Coppe nazionali | Coppe nazionali | Coppe continentali | Coppe continentali | Coppe continentali | Altre coppe | Altre coppe | Altre coppe | Totale | Totale | Totale |
| Stagione                     | Squadra                      | Comp                         | Pres       | Reti       | Comp            | Pres            | Reti            | Comp               | Pres               | Reti               | Comp        | Pres        | Reti        | Pres   | Reti   |        |
| ---------------------------- | ---------------------------- | ---------------------------- | ---------- | ---------- | --------------- | --------------- | --------------- | ------------------ | ------------------ | ------------------ | ----------- | ----------- | ----------- | ------ | ------ | ------ |
| 2021-2022                    | Olympique Marsiglia 2        | N2                           | 2          | 0          |                 | -               | -               |                    | -                  | -                  |             | -           | -           | 2      | 0      |        |
| 2022-2023                    | Olympique Marsiglia 2        | N3                           | 8          | 0          |                 | -               | -               |                    | -                  | -                  |             | -           | -           | 8      | 0      |        |
| 2023-2024                    | Olympique Marsiglia 2        | N3                           | 5          | 1          |                 | -               | -               |                    | -                  | -                  |             | -           | -           | 5      | 1      |        |
| 2024-gen. 2025               | Olympique Marsiglia 2        | N3                           | 2          | 0          |                 | -               | -               |                    | -                  | -                  |             | -           | -           | 2      | 0      |        |
| Totale Olympique Marsiglia 2 | Totale Olympique Marsiglia 2 | Totale Olympique Marsiglia 2 | 17         | 1          |                 | -               | -               |                    | -                  | -                  |             | -           | -           | 17     | 1      |        |
| 2023-2024                    | Olympique Marsiglia          | L1                           | 3          | 1          | CF              | 1               | 0               | UCL+UEL            | 0+5                | 0                  |             | -           | -           | 9      | 1      |        |
| 2024-gen. 2025               | Olympique Marsiglia          | L1                           | 0          | 0          | CF              | 0               | 0               |                    | -                  | -                  |             | -           | -           | 0      | 0      |        |
| Totale Olympique Marsiglia   | Totale Olympique Marsiglia   | Totale Olympique Marsiglia   | 3          | 1          |                 | 1               | 0               |                    | 5                  | 0                  |             | -           | -           | 9      | 1      |        |
| gen.-giu. 2025               | Sturm Graz                   | BL                           | 0          | 0          | CA              | 0               | 0               | UCL                | 0                  | 0                  |             | -           | -           | 0      | 0      |        |
| Totale carriera              | Totale carriera              | Totale carriera              | 20         | 2          |                 | 1               | 0               |                    | 5                  | 0                  |             | -           | -           | 26     | 2      |        |

## Palmarès

### Club

#### Competizioni nazionali
- Campionato austriaco: 1

Sturm Graz: 2024-2025